# Tis
Tis (česká výslovnost [ťis], nikoli [tys]; latinsky Taxus) je rod jedovatých jehličnatých stromů a keřů z čeledi tisovitých.

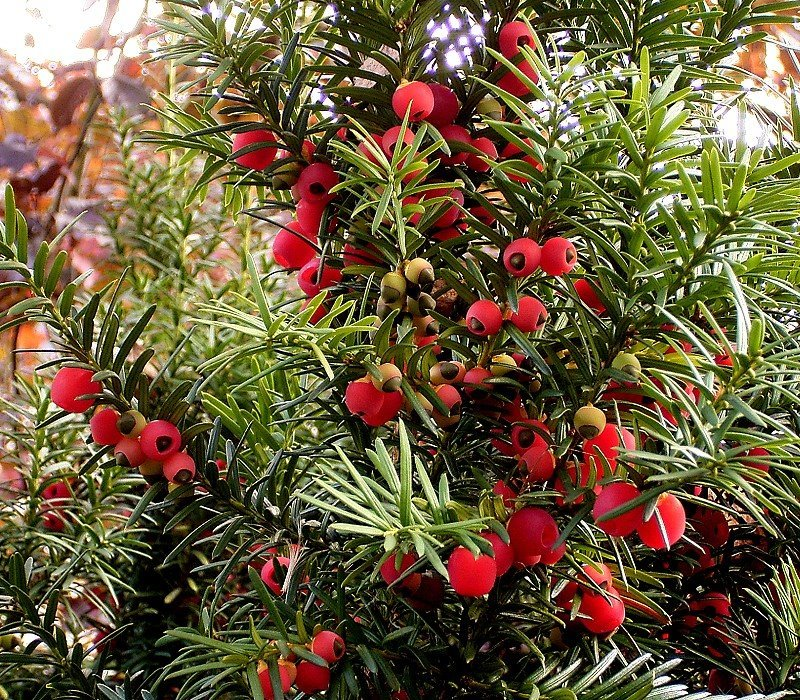
Šištice tisu s viditelnými semeny, často zaměňovány za plody

## Původ
Tis je reliktem z geologického období z rozhraní triasu a jury z druhohor, z doby před asi 200 miliony let. Je velmi dlouhověký, dožívá se běžně 300 let, jsou známi jedinci staří i více než deset století. Určování stáří komplikuje srůstání více kmenů v jeden a jejich vyhnilá jádra.

## Výskyt
Tis se vyskytuje skoro v celé Evropě i v Rusku. V Asii roste od Íránu a Indie přes Čínu až po Japonsko a Indonésii, v Americe od Aljašky po Střední Ameriku. Nejseverněji se nacházejí v Norsku a nejjižněji na severu ostrova Sulawesi (Celebes).

## Popis
Tisy jsou nahosemenné neopadávající dřeviny, jsou to keře nebo stromy dorůstající výjimečně do výšky až přes 20 m. Stromy mají korunu rozložitou, kulovitou či kuželovitou. Jsou dvoudomé, někdy se najdou exempláře jednodomé, tato vlastnost se může s věkem měnit. Kůra je načervenale hnědá, šupinatá. Větvičky jsou nepravidelně střídavé. Jehlice, dlouhé 1 až 4 cm a široké 2 až 3 mm, jsou uspořádány spirálovitě ve dvou řadách, přisedlé nebo krátce řapíkaté, čárkovité a rovné nebo srpovitě zahnuté. Dřevo nemá pryskyřičné kanálky.
Samčí šištice jsou na stopce, kulovité, mající v průměru 3 až 6 mm, vyrůstají zespodu loňských větviček a jsou složené ze 6 až 14 tyčinek, pylová zrna jsou bez vzdušných váčků. Samičí šištice, dlouhé 4 až 7 mm jsou redukované, téměř přisedlé, obsahují pouze jediné vajíčko podepřeno 3 páry drobných křižmostojných listenů. Po opylení, které probíhá větrem, asi za 6 až 9 měsíců dozrávají v hnědé semeno s tvrdým osemením vejcovitého tvaru. Semeno je uzavřeno do jasně červeného, zřídka žlutého, nepravého míšku zvaného epimatium.
Téměř všechny druhy tisu jsou prudce jedovaté. Jedovatá je celá rostlina, vyjma dužiny jedlého míšku, semena jsou jedovatá také. Obsahuje taxanové alkaloidy. Udávaná smrtelná dávka pro člověka je odvar z 50 g nebo 200 g čerstvého jehličí, dříve se užíval také k vyvolání potratu. Semena s oblibou požírají a tím rozšiřují ptáci, nejčastěji drozdovití.

## Ochrana
V České republice volně v přírodě roste pouze tis červený, který je celoevropsky silně ohrožený až vymírající. Zákonem č. 114/1992 Sb. o ochraně přírody a krajiny a prováděcí vyhláškou MŽP ČR č. 395/1992 Sb. je zařazen do kategorie druhů silně ohrožených.

## Využití
Tisové dřevo bylo díky svým vlastnostem hojně využíváno Angličany na výrobu slavných anglických luků od 13. století až po 17. století. Později bylo jeho dřevo využíváno na výrobu nábytku. Známé je pod pojmem německý eben. Dlouhodobě jsou tisy symbolem smutku a smrti.
Taktéž je z něj možno udělat bonsaj.
Dnes se používá hlavně jako okrasná dřevina, například v parcích a zahradách, je známo přes 400 kultivarů. Je odolný, snese i víc než pouhý sestřih, nevadí mu ani hluboký řez do dřeviny. Je velice rezistentní v městském znečištěném ovzduší.
Z jedovatého alkaloidu ze skupiny taxanů se vyrábí látka paklitaxel, které se používá při chemoterapické léčbě zhoubných nádorů prsů, plic a gynekologických nádorů.

## Taxonomie a systematika

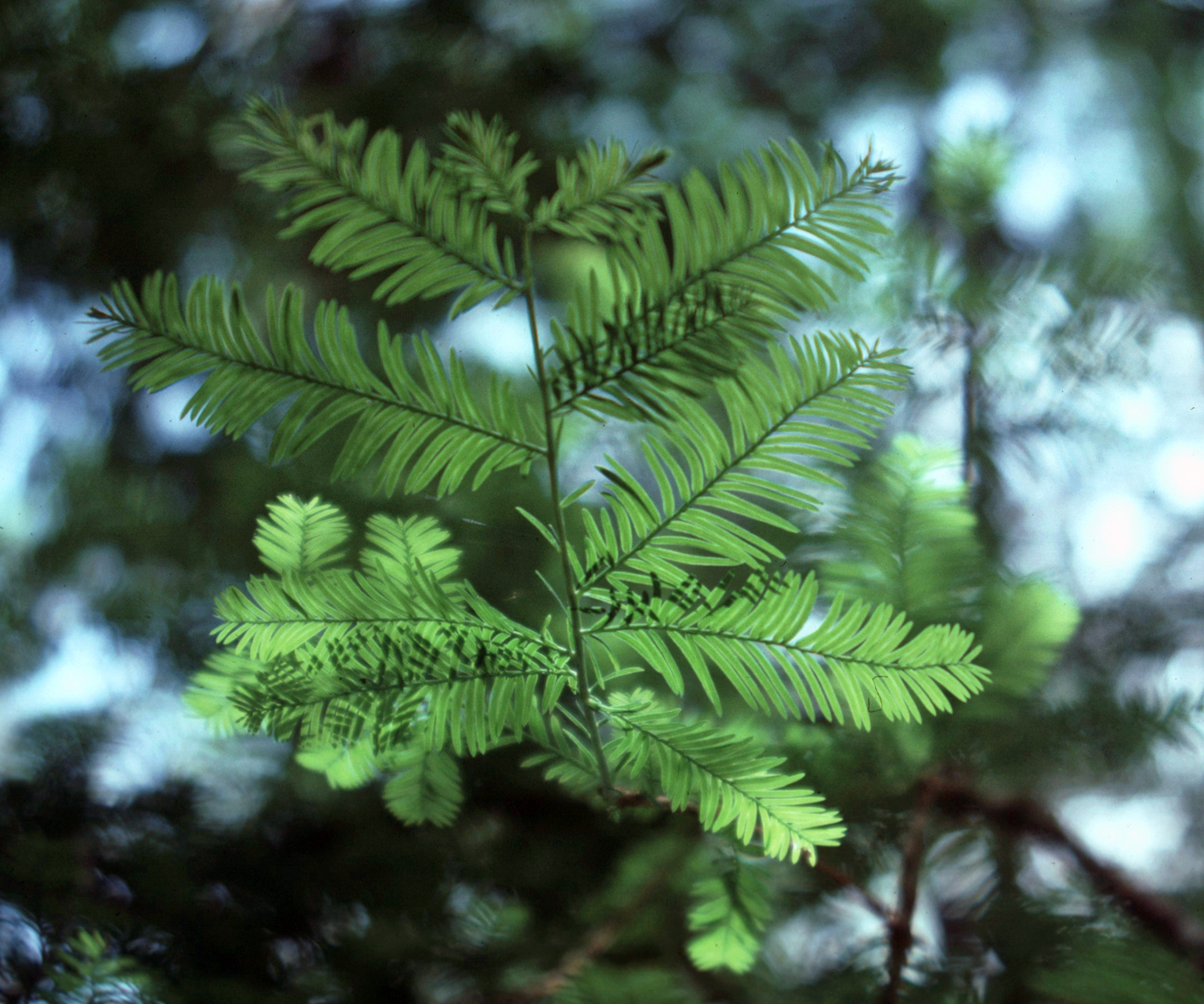
Větévka tisu floridského

Tis byl vždy pokládán za taxonomicky složitější rod, neboť všechny tisy jsou si velice podobné a je složité jedince správně zařadit, existuje také hodně synonymních jmen. V minulosti existovaly jak pokusy klasifikovat všechny taxony jako pouhé poddruhy nebo variety tisu červeného, tak i pojetí přiznávající druhovou hodnotu i nejdrobnějším morfologickým odchylkám. Aktuálně se rod tis rozděluje do 11–12 druhů. Jsou to v podstatě všechno allopatrické druhy, tj. takové, které se nevyskytují společně v tomtéž areálu. Sesterským rodem je monotypický Pseudotaxus rostoucí v Číně, jejich rozdělení se odhaduje na dobu minimálně před 165 miliony lety, tj. do střední jury; recentní druhy jsou však podstatně mladší, přibližně miocenního stáří.

### Zástupci
- tis červený (Taxus baccata) – typový druh; Evropa, Makaronésie, jihozápadní Asie
- tis čínský (Taxus chinensis) – Čína, Vietnam
- tis himálajský (Taxus wallichiana) – východní Himálaj, Barma, jižní Čína (Sichuan, Jün-nan)
- tis japonský (Taxus cuspidata) – východní Asie, ruský Dálný východ
- tis floridský (Taxus floridana) – kriticky ohrožený endemit malého území v americkém státě Florida, kde roste společně s torejou tisolistou
- tis kanadský (Taxus canadensis) – severovýchod USA, východní Kanada, oblast Velkých jezer; jednodomý
- tis západoamerický (Taxus brevifolia) – pacifické pobřeží Kanady a Spojených států, též v Skalnatých horách
- tis mexický (Taxus globosa) – Mexiko, státy Střední Ameriky
- Taxus contorta – západní Himálaj, Kašmír
- Taxus mairei – Čína
- Taxus sumatrana – Indonésie, Filipíny, Vietnam[9]